# Абазовський Костянтин Антонович
Костянтин Антонович Абазовський (1 жовтня 1919 — 26 жовтня 1944) — радянський військовий льотчик-штурмовик, Герой Радянського Союзу (1944).

## Життєпис
Народився 1 жовтня 1919 року в селі обухово (нині Бешенковицького району, Вітебської області Білорусі) у селянській родині. Білорус. Закінчив Вітебський учительський інститут. Викладав історію в Пліській неповній середній школі Бешенковицького району.
У РСЧА з 1940 року. Закінчив військове авіаційне училище.
Брав участь у німецько-радянській війні. Командир ланки 190-го штурмового авіаційного полку (214-а штурмава авіаційна дивізія, 15-а повітряна армія, 2-й Прибалтійський фронт) лейтенант Абазовський до серпня 1944 року здійснив 106 бойових вильотів, особисто знищив і підбив 11 танків, 3 літаки на землі, багато автомашин та іншої бойової техніки.
Загинув 26 жовтня 1944 року.

## Звання та нагороди
26 жовтня 1944 року К. А. Абазовському присвоєно звання Героя Радянського Союзу.
Також був нагороджений іншими нагородами:
- орденом Леніна
- 2-ма орденами Червоного прапора
- орденом Вітчизняної війни 2 ступеня
- 2-ма орденами Червоної Зірки